# 마야 숫자
마야 숫자는 콜럼버스 이전의 시대에 마야 문명에서 쓰였던 20진법을 기반으로 한 숫자와 그 숫자를 사용한 기수법이다. 0에서 19까지에서는 점 하나가 1을 가로 막대 하나는 5를 나타내게 된다.
숫자에 사용된 기호는 0을 뜻하는 조개 모양의 기호 (시스 임)과 기본 단위를 뜻하는 점 (훈), 그리고 기본 단위의 다섯 배를 뜻하는 가로 막대 (호오)로 이루어져 있다.

## 19 이하의 수
마야 숫자는 기호를 조합하여 0에서 19까지를 하나의 숫자로 표기하였다. 각 숫자의 기호와 이름은 아래의 표와 같다.
| 기호 | 이름       | 수 |  | 기호 | 이름           | 수 |
| ---- | ---------- | -- |  | ---- | -------------- | -- |
|      | 시스 임    | 0  |  |      | 라훈           | 10 |
|      | 훈         | 1  |  |      | 불룩           | 11 |
|      | 카아       | 2  |  |      | 라흐카         | 12 |
|      | 오스       | 3  |  |      | 오스라훈       | 13 |
|      | 칸         | 4  |  |      | 칸라훈         | 14 |
|      | 호오       | 5  |  |      | 호오라훈       | 15 |
|      | 우아크     | 6  |  |      | 우아크라훈     | 16 |
|      | 우우크     | 7  |  |      | 우우크라훈     | 17 |
|      | 우아사아크 | 8  |  |      | 우아사아크라훈 | 18 |
|      | 보론       | 9  |  |      | 보론라훈       | 19 |

## 20 이상의 수
20 이상의 수는 아라비아 숫자와 같이 자리수를 달리하여 나타내었다. 아라비아 숫자에서 자리수마다 이름이 있는 것처럼 마야 숫자도 자리수마다 이름이 있다. 예를 들어 아라비아 숫자의 두번째 자리 이름은 십이고 21은 이십일로 읽는다. 이와 같이 마야 숫자의 두번째 자리 이름은 칼이고 20에 해당하는 은 훈칼, 40에 해당하는 은 카칼로 읽는다. 한편, 21에 해당하는 은 훈투칼, 22에 해당하는 는 카투칼과 같이 자리수가 작은 수부터 먼저 읽는다. 세번째 자리 이름은 바크이고, (훈바크)는 400을, (카바크)는 800을 뜻한다.
20진법에서 두번째 자리는 가 추가 될 때마다 20씩 늘어나게 되므로 (카칼)은 40을, (호오칼)은 100을 의미하게 된다. 은 셋째 자리에서 {\displaystyle 20^{2}=400}을, 넷째 자리에서는 {\displaystyle 20^{3}=8000}을 의미하게 된다. 이와 같이 마야 숫자에서는 자릿수가 늘어나면 기호가 뜻하는 수는 기호가 뜻하는 첫째자리 수에 20의 거듭제곱을 한 수가 된다. 아래의 표는 마야 숫자를 십진법으로 변환한 사례이다.
| 넷째 자리 {\displaystyle \times 20^{2}*18} | 셋째 자리 {\displaystyle \times 20^{1}*18} | 둘째 자리 {\displaystyle \times 20^{1}} | 첫째 자리 {\displaystyle \times 20^{0}} |
|                                            |                                            |                                         |                                         |
| {\displaystyle 6\times 20^{3}}             | {\displaystyle 9\times 20^{2}}             | {\displaystyle 0\times 20^{1}}          | {\displaystyle 16\times 20^{0}}         |
| 48,000                                     | 3,600                                      | 0                                       | 16                                      |
| 51,616                                     |                                            |                                         |                                         |

## 연산
마야 숫자의 덧셈과 뺄셈은 숫자를 이루는 기호를 가감하는 것으로 이해할 수 있다.
마야인들은 분수를 사용하지는 않았다.

## 달력과 영
마야인들은 마야 달력을 제작하면서 자리수의 표기를 위해 0을 고안하였다. 기원전 36년에 제작된 치아파데코르소의 석조 달력에서는 조개 모양의 상형문자()를 사용하였다. 마야의 달력은 한 달을 20일, 1년은 18개월로 구성이 되어 있었으며 연말에 5일의 휴일을 두어 1년의 길이는 365일이 되게 하였다. 마야인들은 초기에는 1년을 360일로 보아 달력을 제작하였으나, 천문학적 기술이 발전하면서 1년의 길이가 약 365.2422 일인 것을 발견한 뒤 1년의 길이를 수정하였다.

## 참고 문헌
- Coe, Michael D. (1987). The Maya (4th edition (revised) ed.). London; New York: Thames & Hudson. ISBN 0-500-27455-X. OCLC 15895415.
- Díaz Díaz, Ruy (December 2006). "Apuntes sobre la aritmética Maya" (online reproduction). Educere (in Spanish) (Táchira, Venezuela: Universidad de los Andes) 10 (35): 621–627. ISSN 1316-4910. OCLC 66480251.
- Diehl, Richard (2004). The Olmecs: America's First Civilization. London: Thames & Hudson. ISBN 0-500-02119-8. OCLC 56746987.
- Thompson, J. Eric S. (1971). Maya Hieroglyphic ting; An Introduction. Civilization of the American Indian Series, No. 56 (3rd ed.). Norman: University of Oklahoma Press. ISBN 0-8061-0447-3. OCLC 275252.